# Frederik Plesner
Pour les articles homonymes, voir Plesner.
Frederik Lind Plesner, né le 3 janvier 1994, est un coureur cycliste danois.

## Biographie
Frederik Plesner naît le 3 janvier 1994 au Danemark.
Il entre en 2013 dans l'équipe Trefor, devenue Trefor-Blue Water en 2014.

## Palmarès sur route
- 2011[1]
  - 2e de Liège-La Gleize
  - 10e du championnat du monde sur route juniors
- 2012
  - 2e étape du Trofeo Karlsberg
  - 1re étape du Rothaus Regio-Tour (contre-la-montre par équipes)
  - 3e du Tour du Pays de Vaud
- 2014
  - 2e du championnat du Danemark sur route espoirs